# Dolby Surround Pro Logic II
Il Dolby Surround Pro Logic II, spesso abbreviato in Dolby Pro Logic II, è uno standard proprietario di audio multicanale sviluppato dalla Dolby Laboratories la quale ne detiene anche i diritti di utilizzo. In particolare è un'evoluzione retrocompatibile dell'audio Dolby Surround sviluppata per l'home video, la televisione e i videogiochi, anche se attualmente è utilizzato soprattutto nei videogiochi. La caratteristica principale dell'audio Dolby Surround Pro Logic II è che, analogamente all'audio Dolby Surround, si presenta come audio stereofonico.
In un videogioco è noto come Dolby Digital Pro Logic II come un'evoluzione del Dolby Digital.
Il Dolby Surround Pro Logic II è anche un encoder audio e un decoder/processore audio sviluppati dalla Dolby Laboratories. L'encoder audio esegue la codifica dell'audio Dolby Surround Pro Logic II, il decoder/processore audio invece la decodifica/elaborazione dell'audio Dolby Surround, Dolby Surround Pro Logic II, Dolby Stereo e Dolby Stereo Spectral Recording, e l'elaborazione dell'audio stereofonico. Il decoder/processore audio Dolby Surround Pro Logic II in particolare appartiene alla famiglia di decoder/processori audio Pro Logic sviluppata dalla Dolby Laboratories alla quale appartengono anche i decoder/processori Dolby Surround Pro Logic e Dolby Surround Pro Logic IIx, precisamente è il secondo ad essere stato sviluppato dopo il decoder/processore Dolby Surround Pro Logic.
Il logo del Dolby Surround Pro Logic II è quindi usato sia per indicare che l'audio è Dolby Surround Pro Logic II (ad esempio si può trovare sulla confezione di un videogioco), sia per indicare che un apparecchio, o un dispositivo elettronico è in grado di codificare l'audio Dolby Surround Pro Logic II e/o decodificare/elaborare l'audio Dolby Surround, Dolby Surround Pro Logic, Dolby Surround Pro Logic II, Dolby Stereo e Dolby Stereo Spectral Recording ed elaborare l'audio stereofonico (ad esempio si può trovare sul frontale di un amplificatore audio per l'home theatre).

## Caratteristiche dell'audio Dolby Surround Pro Logic II
L'audio Dolby Surround Pro Logic II prevede cinque canali audio:
- anteriore sinistro
- anteriore centrale
- anteriore destro
- posteriore sinistro
- posteriore destro

Il simbolo grafico utilizzato per indicare questa configurazione di canali audio è quindi il seguente:
A differenza dell'audio Dolby Surround che prevede un canale posteriore con una risposta in frequenza limitata da 100 Hz a 7 kHz, il Dolby Surround Pro Logic II non presenta tale limitazione per i canali audio posteriori, si può quindi considerare un'alternativa meno performante all'audio Dolby Digital il quale nella sua più evoluta configurazione di canali audio prevede la medesima configurazione di canali audio del Dolby Surround Pro Logic II fatta eccezione per il canale LFE che comunque viene creato dal decoder/processore Dolby Surround Pro Logic II in fase di decodifica dell'audio Dolby Surround Pro Logic II.
L'audio Dolby Surround Pro Logic II, differentemente dall'audio Dolby Digital e similmente all'audio Dolby Surround, è implementato codificando alcuni canali audio all'interno di altri canali audio. In particolare nell'audio Dolby Surround Pro Logic II i canali audio anteriore centrale, posteriore sinistro e posteriore destro sono codificati all'interno dei canali audio anteriore sinistro e anteriore destro mantenendoli riproducibili come canali audio stereofonici. L'audio Dolby Surround Pro Logic II infatti, come detto all'inizio, si presenta come audio stereofonico con l'ovvio vantaggio di risultare automaticamente compatibile con tutti gli standard di registrazione e trasmissione di audio stereofonico, e di poter essere riprodotto anche come audio stereofonico o come audio monofonico visto che l'audio stereofonico è a sua volta riproducibile come audio monofonico.

## Riprodurre l'audio Dolby Surround Pro Logic II
Per riprodurre l'audio Dolby Surround Pro Logic II come audio multicanale e non come audio stereofonico o monofonico è necessario che gli apparecchi, o i dispositivi, elettronici di cui si dispone siano compatibili con l'audio Dolby Surround Pro Logic II cioè integrino al loro interno uno dei decoder sviluppati dalla Dolby Laboratories in grado di decodificare l'audio Dolby Surround Pro Logic II. Tali decoder sono:
- Dolby Surround
- Dolby Surround Pro Logic
- Dolby Surround Pro Logic II
- Dolby Surround Pro Logic IIx

Tranne il Dolby Surround tutti gli altri oltre che essere dei decoder audio sono anche dei processori audio in grado, a seconda dei casi, di svolgere alcune elaborazioni sull'audio stereofonico, Dolby Surround e Dolby Surround Pro Logic II. Per quanto riguarda il Dolby Surround Pro Logic e il Dolby Surround Pro Logic IIx, per conoscere tutte le elaborazioni audio che sono in grado di svolgere si vedano le relative voci. La tabella seguente invece riassume come i vari decoder in grado di decodificare l'audio Dolby Surround Pro Logic II decodificano ed eventualmente elaborano tale standard audio:
| Decoder/processore audio            | Decodifica ed eventualmente elaborazione dell'audio Dolby Surround Pro Logic II                                                                                          | Elaborazioni audio eseguite                                                                |
| ----------------------------------- | --- | ------------------------------------------------------------------------------------------ |
| Dolby Surround (solo decoder audio) | - anteriore sinistro - anteriore destro - posteriore | Nessuna.                                                                                   |
| Dolby Surround Pro Logic            | - anteriore sinistro - anteriore centrale - anteriore destro - posteriore                                                                                                | Nessuna.                                                                                   |
| Dolby Surround Pro Logic II         | - anteriore sinistro - anteriore centrale - anteriore destro - posteriore sinistro - posteriore destro - LFE                                                             | Creazione del canale audio LFE.                                                            |
| Dolby Surround Pro Logic IIx        | - anteriore sinistro - anteriore centrale - anteriore destro - posteriore sinistro - posteriore centrale - posteriore destro - LFE                                       | Creazione dei canali audio posteriore centrale e LFE.                                      |
| Dolby Surround Pro Logic IIx        | - anteriore sinistro - anteriore centrale - anteriore destro - posteriore sinistro - posteriore centrale sinistro - posteriore centrale destro - posteriore destro - LFE | Creazione dei canali audio posteriore centrale sinistro, posteriore centrale destro e LFE. |

Il decoder/processore Dolby Surround Pro Logic IIx è l'unico che può creare due configurazioni di canali audio diverse per l'audio Dolby Surround Pro Logic II.
Normalmente gli apparecchi, o dispositivi, elettronici dotati di decoder Dolby Surround o decoder/processore Dolby Surround Pro Logic duplicano il canale posteriore in modo che sia riprodotto da una coppia di diffusori audio, e creano anche un canale LFE. Tali elaborazioni audio non appartengono però al decoder Dolby Surround e al decoder/processore Dolby Surround Pro Logic.

## La sigla
Su sfondo nero, appare del fuoco che si coinvolge nel logo del decoder, il logo del Dolby Surround con in basso un rettangolo con scritto dentro, PRO LOGIC II, in oro 3D. A volte è in 2D e bianco nella variante senza la scritta SURROUND e il PRO LOGIC II è senza rettangolo;inoltre il fuoco è diviso in due parti ed è una fiamma. Nella variante normale si sente un suono di fuoco. Nella variante senza SURROUND, nessun suono. Questo parte improvvisamente.

## Decoder/processore Dolby Surround Pro Logic II
Essendo l'audio Dolby Surround Pro Logic II un'evoluzione dall'audio Dolby Surround un decoder/processore Dolby Surround Pro Logic II è in grado di decodificare/elaborare, oltre che l'audio Dolby Surround Pro Logic II, anche l'audio Dolby Surround. Il decoder/processore Dolby Surround Pro Logic II inoltre è in grado di elaborare l'audio stereofonico.
Essendo l'audio Dolby Surround derivato dall'audio Dolby Stereo, un decoder/processore Dolby Surround Pro Logic II è anche in grado, come il decoder Dolby Surround e il decoder/processore Dolby Surround Pro Logic, di decodificare l'audio Dolby Stereo con qualità audio però inferiore a quella permessa da tale standard audio anche se in grado di creare nuovi canali audio non previsti nell'audio Dolby Stereo. Tutto ciò è valido anche per l'audio Dolby Stereo Spectral Recording, evoluzione retrocompatibile dell'audio Dolby Stereo.
Ci si può trovare nella condizione di riprodurre l'audio Dolby Stereo o Dolby Stereo Spectral Recording quando un film uscito al cinema in tali standard audio (la maggior parte dei film prodotti negli ultimi decenni) viene trasmesso in televisione. La trasmissione deve essere però stereofonica e l'apparecchio televisivo ricevente in grado di riceverla in stereofonia e non in monofonia. Anche l'audio Dolby Stereo e Dolby Stereo Spectral Recording infatti si presentano come audio stereofonico e, come il Dolby Surround Pro Logic II, per poter essere decodificati devono presentarsi come audio stereofonico, se vengono missati in audio monofonico non sono più decodificabili.
Inoltre i film usciti al cinema con audio Dolby Stereo o Dolby Stereo Spectral Recording in realtà sono pubblicati in home video in tali standard audio e non in Dolby Surround come invece viene normalmente indicato sulla copertina della pubblicazione. Il Dolby Stereo e il Dolby Stereo Spectral Recording si possono quindi trovare in pubblicazioni home video in standard VHS, S-VHS e LaserDisc come audio stereofonico analogico, in standard Video CD come audio stereofonico
MPEG-1 Audio Layer II, e in standard DVD-Video quasi sempre come audio stereofonico Dolby Digital.
La seguente tabella riassume come vengono decodificati e/o elaborati da un decoder/processore Dolby Surround Pro Logic II i vari standard audio che è in grado di decodificare e/o elaborare:
| Standard audio | Decodifica e/o elaborazione con decoder/processore Dolby Surround Pro Logic II                               | Elaborazioni audio eseguite                                                                  |
| --- | --- | -------------------------------------------------------------------------------------------- |
| Stereofonia: - anteriore sinistro - anteriore destro                                                                                | - anteriore sinistro - anteriore centrale - anteriore destro - posteriore sinistro - posteriore destro - LFE | Creazione dei canali audio anteriore centrale, posteriore sinistro, posteriore destro e LFE. |
| Dolby Surround: - anteriore sinistro - anteriore centrale - anteriore destro - posteriore                                           | - anteriore sinistro - anteriore centrale - anteriore destro - posteriore sinistro - posteriore destro - LFE | Creazione dei canali audio posteriore sinistro, posteriore destro e LFE.                     |
| Dolby Surround Pro Logic II: - anteriore sinistro - anteriore centrale - anteriore destro - posteriore sinistro - posteriore destro | - anteriore sinistro - anteriore centrale - anteriore destro - posteriore sinistro - posteriore destro - LFE | Creazione del canale audio LFE.                                                              |
| Dolby Stereo: - anteriore sinistro - anteriore centrale - anteriore destro - posteriore                                             | - anteriore sinistro - anteriore centrale - anteriore destro - posteriore sinistro - posteriore destro - LFE | Creazione dei canali audio posteriore sinistro, posteriore destro e LFE.                     |
| Dolby Stereo Spectral Recording: - anteriore sinistro - anteriore centrale - anteriore destro - posteriore                          | - anteriore sinistro - anteriore centrale - anteriore destro - posteriore sinistro - posteriore destro - LFE | Creazione dei canali audio posteriore sinistro, posteriore destro e LFE.                     |